# In Visible Silence
Albums de Art of Noise
Daft
(1986) In No Sense? Nonsense! 
(1989)
In visible silence est le deuxième album du groupe de musique britannique the Art of Noise. 

## Liste des morceaux
Programme 1
1. Opus 4 (Dudley / Jeczalik / Langan) -	2:01
2. Paranoimia (Dudley / Jeczalik / Langan) -	4:46
3. Eye Of A Needle (Dudley / Jeczalik / Langan) -	4:24
4. Legs (Dudley / Jeczalik / Langan) -	4:07
5. Slip Of The Tongue (Dudley / Jeczalik / Langan) -	1:29
6. Backbeat (Dudley / Jeczalik / Langan) -	4:13

Programme 2
1. Instruments Of Darkness (Dudley / Jeczalik / Langan) -	7:14
2. Peter Gunn - Featuring Duane Eddy (Mancini) -	3:58
3. Camilla (Dudley / Jeczalik / Langan) -	7:24
4. Chameleon's Dish (Dudley / Jeczalik / Langan) -	4:16
5. Beatback (Dudley / Jeczalik / Langan) -	1:22

## Interprètes
- Anne Dudley
- J.J. Jeczalik
- Gary Langan